# Moto quasi-periodico
In matematica e fisica teorica, il moto quasi-periodico è un tipo di moto che si verifica in un sistema dinamico caratterizzato da un numero finito (due o più) frequenze tra loro incommensurabili.
Se lo spazio delle fasi del sistema è modelizzato da un toro T, la traiettoria del sistema segue una curva su T che si avvolge intorno al toro senza richiudersi su se stessa.